# Johann Joseph von Breuner

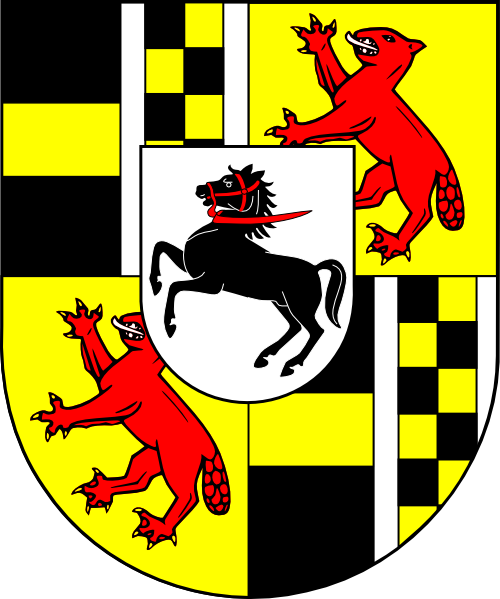
Wappen Johann Joseph von Breuner, Erzbischof von Prag

Johann Joseph von Breuner (auch: Breiner; tschechisch: Jan Josef Breuner; * 20. Juli 1641 in Wien; † 20. März 1710) war ein römisch-katholischer Geistlicher und Erzbischof von Prag.

## Herkunft und Werdegang
Seine Eltern waren (Johan) Ferdinand Graf Breuner von Asparn und Polyxena Elisabeth, geb.  von Starhemberg-Schaunberg. Die Familie Breuner stammte ursprünglich aus den Niederlanden und war seit dem 15. Jahrhundert in der Steiermark und später in Oberösterreich ansässig. 1693 wurde sie in den Reichsgrafenstand erhoben.
Johann Joseph von Breuner wurde für den geistlichen Stand bestimmt und erhielt 1658 das Rektorat von St. Anna in Olmütz, wo er 1659 Domizellar wurde. Im selben Jahr begann er als Alumne des Collegium Germanicum ein Studium in Rom. Am 22. April 1664 wurde er zum Priester geweiht. Ein Jahr später promovierte er in Rom zum Dr. phil. und kehrte nach Olmütz zurück, wo er 1666 Domkapitular, 1668 Domscholaster und 1689 Domdechant wurde. Am 15. Dezember 1670 erfolgte seine Ernennung zum Titularbischof von Nicopolis in Armenia und Weihbischof in Olmütz, wo er ein Jahr später auch Generalvikar des Bischofs Karl II. von Liechtenstein-Kastelkorn wurde.

### Erzbischof von Prag
Nach dem Tod des Prager Erzbischofs Johann Friedrich von Waldstein nominierte Kaiser Leopold I. am 23. Dezember 1694 Johann Joseph von Breuner zu dessen Nachfolger. Nach der päpstlichen Bestätigung vom 4. Juli 1695 folgte am 19. September d. J. die Verleihung des Palliums und am 6. November d. J. die Inthronisation.
Nach seinem Amtsantritt veranlasste Johann Joseph von Breuner die Visitation des Sprengels durch einen Beauftragten, der einen Bericht über den Klerus zu erstatten hatte. Nach Olmützer Vorbild wurde 1697 eine Dienstanweisung für Pfarrer und Landdekane veröffentlicht, 1701 eine Neuausgabe des „Rituale Romano-Pragense“ gedruckt und 1706 Vorschriften zur Führung der Pfarrmatrikeln erlassen. Die Zahl der Plätze für Priesteramtskandidaten wurde erhöht und 1705 bei St. Karl in der Prager Neustadt ein Emeritenhaus für Priester errichtet. Zur wirtschaftlichen Absicherung des Bistums erwarb er Schloss Bischofteinitz und die Eisenhütte in Rosenthal, und es gelang ihm auch, die 180 Jahre verpfändete Herrschaft Kojetín in Mähren zurückzugewinnen. Aus Stiftungen von Adeligen und Prälaten entstand in Prag ein Noviziat der Bartholomäer und 1705 eine Niederlassung des Trinitarier-Ordens.
Als er 1706 die Verehrung eines angeblich wundertätigen Marienbildes am Prager Karlshof verbot und der Stadt mit einem Interdikt drohte, ließ ihn der Wiener Hof wissen, dass ohne staatliche Erlaubnis keine Kirchenstrafen angeordnet werden dürfen. Auch durch das schon unter seinem Vorgänger angestrebte Staatskirchentum wurden die Rechte von Kirche und Klerus während seiner Amtszeit eingeschränkt.